# 昂迪伊 (上萨瓦省)
昂迪伊（法語：Andilly，法語發音：[ɑ̃diji] ⓘ）是法国上萨瓦省的一个市镇，位于该省西部偏北，属于圣于连昂热讷瓦区。

## 地理
昂迪伊（46°3'22"N, 6°3'50"E）面积6.07 平方千米，位于法国奥弗涅-罗讷-阿尔卑斯大区上萨瓦省，该省份为法国东部省份，历史上为薩伏依的一部分，北与瑞士接壤，西接安省，南至萨瓦省，东与瑞士和意大利接壤。
与昂迪伊接壤的市镇（或旧市镇、城区）包括：科波内、普雷西伊、圣布莱斯。
昂迪伊的时区为UTC+01:00、UTC+02:00（夏令时）。

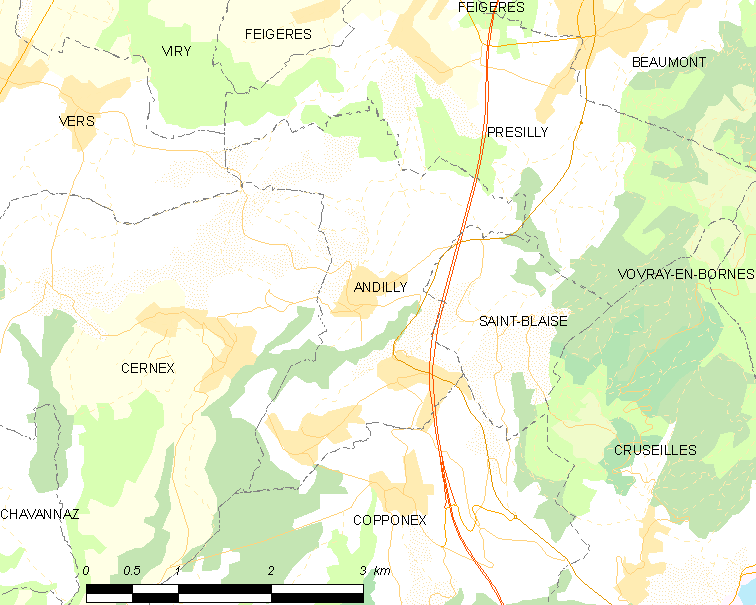
昂迪伊的OSM定位图

## 行政
昂迪伊的邮政编码为74350，INSEE市镇编码为74009。

## 政治
昂迪伊所属的省级选区为福龙河畔拉罗什县。

## 交通
上萨瓦省省道D23线、D23A线和D1201线在境内交汇。有省内客运巴士可前往阿讷西。

## 人口

1962-2008年间昂迪伊人口变化图示

昂迪伊于2022年1月1日时的人口数量为1011人。